# 趙秉世
趙 秉世（チョ・ピョンセ、ちょう へいせい、朝: 조병세、1827年 - 1905年）は、李氏朝鮮末期の政治家。本貫は楊州趙氏。号は山斎。

## 経歴
1859年、哲宗治世下で科挙の文科に合格し、1877年に従二品に昇進した後は、承政院承旨、平安道義州府尹、吏曹参判、議政府有司堂上、都承旨などを歴任し、1887年に正二品に昇進した。さらに工曹・礼曹・吏曹の各判書を経て、1889年に右議政を、1893年に左議政を歴任した。朋党政治においては老論派に属した。1894年の甲午改革で政治形態が変更されると辞職し、しばらく加平郡で隠遁生活を送った。
1905年に大日本帝国・大韓帝国間で第二次日韓協約が締結されると、協約を締結した朝鮮側の政治家5人（後の乙巳五賊）の処刑を皇帝に申し出たが、日本の介入により失敗した。その後は閔泳煥らとともに宮廷に留まり協約の破棄を主張し続けたが、日本軍により解散させられ、これを不服として自害した。
没後の1962年に建国勲章を受章した。